# Dig In
Dig In è il primo singolo ad essere estratto dal sesto album di Lenny Kravitz, intitolato Lenny. Pubblicato nell'agosto 2001, il brano è stato usato come sigla di coda del film Returner.

## Il video
Il video di Dig In, diretto da Samuel Bayer, regista che aveva lavorato con Kravitz anche in Black Velveteen comincia con una donna che vende articoli di gioielleria in una televendita. Improvvisamente, il segnale viene interrotto da alcune interferenze che mostrano Kravitz e il suo gruppo che eseguono il brano in una piattaforma in mezzo al mare, mentre intorno a loro vola un elicottero.

## Tracce
1. Dig In
2. Rosemary
3. Can't Get You Off My Mind (live performance)

## Classifiche
| Classifiche (2001) | posizione più alta |
| ------------------ | ------------------ |
| Austria            | 64                 |
| Belgio (Vallonia)  | 67                 |
| Brasile            | 25                 |
| Italia             | 8                  |
| Nuova Zelanda      | 48                 |
| Paesi Bassi        | 72                 |
| Portogallo         | 6                  |
| Spagna             | 9                  |
| Stati Uniti        | 31                 |
| Svezia             | 48                 |
| Svizzera           | 58                 |